# 대한민국 정부 발표 친일반민족행위자 명단 - 해외
대한민국 정부 발표 친일반민족행위자 명단 - 해외는 대한민국의 대통령 소속 친일반민족행위진상규명위원회가 일제강점하 반민족행위 진상규명에 관한 특별법을 적용, 조사하여 공식 발표한 친일반민족행위자 명단 중 해외 부문에 분류된 이들의 명단이다. 중국 지역 분야, 일본 지역 분야로 나누어 발표했으며 이 가운데 중국 지역 분야는 중국 지역 경찰 분야, 중국 지역 단체 분야, 만주국 관리 분야로 나누어 발표했다.

## 선정 과정
친일반민족행위진상규명위원회는 현존하는 문헌 자료를 통해 구체적인 친일반민족행위가 입증된 해외 부문 인사 84명(중국 지역 분야 인사 74명(중국 지역 경찰 인사 10명, 중국 지역 단체 인사 52명, 만주국 관리 분야 인사 12명), 일본 지역 분야 인사 10명)에 대한 조사 대상자 선정 심의를 진행했다.
친일반민족행위 조사 대상자 심의 결과 83명(중국 지역 분야 인사 74명(중국 지역 경찰 인사 10명, 중국 지역 단체 인사 52명, 만주국 관리 분야 인사 12명), 일본 지역 분야 인사 9명)이 해외 부문 조사 대상자로 선정되었으며 1명(일본 지역 분야 인사 1명)이 기각 결정을 받았다.
친일반민족행위 조사 대상자 선정에 대한 이의 신청 과정에서는 3건(중국 지역 분야 2건(중국 지역 단체 분야 1건, 만주국 관리 분야 1건), 일본 지역 분야 1건)의 이의 신청이 접수되었다. 심의 결과 3건(중국 지역 분야 2건(중국 지역 단체 분야 1건, 만주국 관리 분야 1건), 일본 지역 분야 1건)이 기각(선정 유지)되었다.
친일반민족행위진상규명위원회는 친일반민족행위 조사 대상자로 지정된 해외 부문 인사 83명(중국 지역 분야 인사 74명(중국 지역 경찰 인사 10명, 중국 지역 단체 인사 52명, 만주국 관리 분야 인사 12명), 일본 지역 분야 인사 9명)에 대한 조사를 진행하면서 친일반민족행위에 관한 결정을 심의했다. 심의 결과 81명(중국 지역 분야 인사 73명(중국 지역 경찰 인사 10명, 중국 지역 단체 인사 51명, 만주국 관리 분야 인사 12명), 일본 지역 분야 인사 8명)이 친일반민족행위자로 결정되었으며 2명(중국 지역 분야 인사 1명(중국 지역 단체 분야 인사 1명), 일본 지역 분야 인사 1명)이 기각 결정을 받았다.
친일반민족행위 결정에 대한 이의 신청 과정에서는 1건(중국 지역 분야 1건(만주국 관리 분야 1건))의 이의 신청이 접수되었다. 심의 결과 1건(중국 지역 분야 1건(만주국 관리 분야 1건))이 기각(선정 유지)되었다. 친일반민족행위진상규명위원회의 최종 심의 결과 81명(중국 지역 분야 인사 73명(중국 지역 경찰 인사 10명, 중국 지역 단체 인사 51명, 만주국 관리 분야 인사 12명), 일본 지역 분야 인사 8명)이 해외 부문 친일반민족행위자로 결정되었다.

## 해외 분야 목록 (81명)

### 중국 지역 (73명)

#### 중국 지역 경찰 (10명)
| - 김재필 (金梓弼) - 김창영 (金昌永) | - 김학성 (金學聲) - 안창호 (安昌鎬) | - 이경재 (李庚在) - 이오익 (李五翼) | - 최기남 (崔基南) - 최창락 (崔昌洛) | - 현시달 (玄時達) - 홍순봉 (洪淳鳳) |

#### 중국 지역 단체 (51명)
| - 강현묵 (姜鉉默) - 김경재 (金璟載) - 김경환 (金景煥) - 김동렬 (金東烈) - 김동만 (金東晩) - 김동한 (金東漢) - 김명여 (金鳴汝) - 김송렬 (金松烈) - 김여백 (金汝伯) - 김영수 (金榮秀) - 김용국 (金用國) | - 김유영 (金裕泳) - 김은성 (金殷盛) - 김응두 (金應斗) - 김희영 (金羲榮) - 박봉순 (朴逢舜) - 박승벽 (朴承璧) - 박원식 (朴元植) - 박준병 (朴準秉) - 백형린 (白衡璘) - 손정룡 (孫定龍) - 손지환 (孫枝煥) | - 손창식 (孫昌植) - 양정묵 (梁正默) - 엄주익 (嚴柱翊) - 원용국 (元容國) - 유중희 (柳重熙) - 이갑녕 (李甲寧) - 이경빈 (李京彬) - 이동성 (李東成) - 이성재 (李性在) - 이완구 (李完求) - 이인수 (李寅秀) | - 이정근 (李貞根) - 이해수 (李海秀) - 이희덕 (李熙悳) - 임한룡 (林漢龍) - 장우근 (張宇根) - 장지량 (張之亮) - 조원환 (曺元煥) - 주림 (朱林) - 최무 (崔武) - 최윤주 (崔允周) - 최정규 (崔晶圭) | - 탁춘봉 (卓春峰) - 한영휘 (韓英輝) - 허기락 (許基洛) - 허기열 (許基烈) - 허록 (許鹿) - 허진성 (許鎭星) - 황의명 (黃義明) |

#### 만주국 관리 (12명)
| - 김사용 (金司鏞) - 김태호 (金泰昊) - 박석윤 (朴錫胤) | - 신기석 (申基碩) - 유홍순 (劉鴻洵) - 윤명선 (尹明善) | - 윤상필 (尹相弼) - 이범익 (李範益) - 장규원 (張逵源) | - 진양근 (陳洋根) - 진학문 (秦學文) - 최창현 (崔昌鉉) |  |

### 일본 지역 (8명)
| - 권혁주 (權赫周, 권일(權逸)) - 김인엽 (金仁燁) | - 박춘금 (朴春琴) - 이기동 (李起東) | - 이동화 (李東華) - 이선홍 (李善洪) | - 임용길 (任龍吉) - 홍준표 (洪埈杓) |  |

## 친일반민족행위 조사 대상자 선정 심의 과정에서 기각된 인물 (1명)

### 일본 지역 (1명)
- 김영달 (金英達): 일본 효고현 내선협회 이사로 활동했으나 내선 융화를 내세운 직업 알선 등의 활동을 친일반민족행위로 단정할 수 없다는 의견, 지방 의회 촌의원 활동만으로는 친일반민족행위로 규정할 수 없다는 의견이 제시됨.

## 친일반민족행위 결정 심의 과정에서 기각된 인물 (2명)

### 중국 지역 (1명)
- 김성만 (金成滿): 만주보민회 조사원으로 활동했으나 활동 기간이 짧고 친일반민족행위를 입증할 수 있는 근거가 부족함.

### 일본 지역 (1명)
- 송경호 (宋敬鎬): 경상북도 경주군에서 조선인 부녀자를 일본군 위안부로 강제 동원하고 중국 무단장(목단강), 인도네시아 팔렘방에서 위안소를 경영했다는 대한민국 출신 일본군 위안부 피해자의 증언이 있으나 이를 입증할 수 있는 구체적인 증거가 부족함.

## 같이 보기
- 대한민국 정부 발표 친일반민족행위자 명단
- 대한민국 정부 발표 친일반민족행위자 명단 - 정치
- 대한민국 정부 발표 친일반민족행위자 명단 - 통치 기구
- 대한민국 정부 발표 친일반민족행위자 명단 - 경제·사회
- 대한민국 정부 발표 친일반민족행위자 명단 - 문화
- 친일반민족행위 106인 명단
- 친일반민족행위 195인 명단
- 친일반민족행위 705인 명단

## 참고자료
- 친일반민족행위진상규명위원회 (2009). 《친일반민족행위진상규명 보고서 Ⅱ》. 서울.